# Pantaleão de Nicomédia
São Pantaleão é um santo católico,  que viveu no século IV.
Sendo um dos Catorze santos auxiliares, é invocado contra o mal do cancro e da tuberculose e é patrono dos médicos.
O seu sangue foi conservado por séculos na Itália onde anualmente, a 27 de julho, tornava-se líquido.
Parte das relíquias do seu corpo foram guardadas e veneradas na Sé cidade do Porto, Portugal. É o padroeiro desta cidade, tendo sido para aqui transportado pela comunidade arménia, em fuga de Constantinopla, aquando da invasão otomana.
Outras estão em França na basílica de Saint-Denis, em Paris, e sua cabeça é mantida em Lyon. Em Itália há mais estão na cripta da igreja de São João e Reparata em Lucca, e ainda um braço que é preservado na igreja de São Pantaleão, em Veneza.
No sagrado Monte Athos, na Grécia, um dos vinte mosteiros da comunidade russa que ainda existem é-lhe dedicado.

## Hagiografia
Tendo estudado Medicina, tornou-se médico pessoal do césar Galério. Converteu-se ao cristianismo, vindo a ser acusado pelo Imperador de ter recebido o baptismo. Preso e torturado, foi martirizado por decapitação, por se recusar a abjurar de sua fé, em Nicomédia, na Ásia Menor, em 303. Tinha então menos de 23 anos de idade.
O imperador queria poupá-lo e tentou convencê-lo a se retratar como ateu. Pantaleão, no entanto, confessou abertamente sua fé cristã, e para mostrar estar certo "curou" ali mesmo um paralítico com palavras de Cristo.
Foi condenado pela primeira vez ao fogo, mas as chamas foram extintas. Em seguida mergulhado em chumbo derretido, mas o chumbo é milagrosamente resfriado. Depois atirado ao mar com uma pedra amarrada no pescoço, mas a pedra começou a flutuar. Adiante condenado às feras, mas os animais que eram supostamente para rasgá-lo em pedaços começaram a fazer-lhe festas, em seguida, foi amarrado a uma roda mas as cordas e a roda quebraram. Foi feita uma tentativa de decapitá-lo, mas a espada curvava. Pantaleão orou a Deus sempre para perdoá-los, razão pela qual ele também recebeu o nome de Panteleemon (em grego , aquele que tem compaixão por todos). Finalmente, quando deu o seu consentimento, os carrascos conseguiram o seu intento.
Também há representações pictóricas de São Pantaleão crucificado numa aspa, martírio semelhante ao do Apóstolo Santo André.

## O Santuário na Argentina
O Santuário de São Pantaleão na Argentina é o primeiro dedicado a este mártir. Em 1942 nele foi entronizada uma imagem trazida de Borgo-Itália na Paróquia de São Roque (outra igreja da zona). Em seguida, o Arcebispado de Buenos Aires destinou os terrenos que tinha cedido à Municipalidade para a construção do santuário. Atualmente existem dois santuários contíguos: o novo se eleva diante do velho.

## Oração do Mártir São Pantaleão
Esta oração destina-se a preservar de todos os males e perigos, corporais e espirituais:
"Senhor, fazei com que não se apague em nossos corações a lembrança de Vossa bondade infinita. Concedei-nos sentir o poder de intercessão, que outorgastes ao Vosso Santo Mártir São Pantaleão, a fim de que ele nos socorra em todas as circunstâncias de nossa existência, quando recorremos aos seus méritos para obtermos Vossa Graça. Assim seja."